# Ooh La La (브리트니 스피어스의 노래)
《Ooh La La》는 미국의 가수 브리트니 스피어스의 노래로, 2013년 영화 《개구쟁이 스머프 2》의 사운드트랙이다.

## 곡 목록
CD 싱글 / 디지털 싱글 / 7" (총 7:53)
1. "Ooh La La" 4:17
2. "Vacation" 3:36

독일 CD 싱글 (총 8:28)
1. "Ooh La La" 4:14
2. "Ooh La La" (Instrumental) 4:14